# Distretto di Catilluc
Il distretto di Catilluc è uno dei tredici distretti  della provincia di San Miguel, in Perù. Si trova nella regione di Cajamarca e si estende su una superficie di 197,31 chilometri quadrati.

Istituito il 19 giugno 1989, ha per capitale la città di Catilluc; al censimento 2005 contava 3.297 abitanti.